# 야마나카 아쓰키
야마나카 아쓰키(일본어: 山中 惇希, 2001년 5월 6일~)는 일본의 축구 선수이다.

## 구단 경력
그는 2020년 J2리그의 더스파구사쓰 군마(더스파 군마)에 입단했다. 2021년 8월 J3리그의 AC 나가노 파르세이루로 임대 이적했다. 2022년 더스파구사쓰 군마로 복귀했다. 2024년후 J3리그에 강등했다. 2025년까지 105경기에 출전하여, 3득점을 넣었다. 2025년 7월 J2리그의 이와키 FC로 이적했다.